# Perfume Anniversary 10days 2015 PPPPPPPPPP「LIVE ３：５：６：９」
是流行電音組合Perfume第12張演唱會DVD/Blu-ray。

## 规格
本作分為初回限定盤Blu-ray版、通常盤Blu-ray版、初回限定盤DVD版及通常盤DVD版四種型態發行。

### Blu-ray
初回限定盘：Blu-ray 1+Blu-ray 2（附3：5：6：9單元指示书及PHOTO BOOKLET）

UPXP-9005 

7500日元（除税）

通常盘：1 Blu-ray

UPXP-1007

5000日元（除税）

### DVD
初回限定盘：DVD 1+DVD 2（附3：5：6：9單元指示书及PHOTO BOOKLET）

UPBP-9007 

6500日元（除税）

通常盘：1 DVD

UPBP-1007

5000日元（除税）

## 收錄曲
DISC 1收录了从9月21日（主流出道纪念日）开始进行的，纪念结成15周年及主流出道10周年的总计10天的系列活动其中的一环（day 5-10）：，当中于9月27日在日本武道馆举行的个人演唱会影像。
初回限定盘DISC 2作為特典，收錄了10天活动的精华版影像以及附成员解说的第二声道版本。

### DISC 1
1. Opening
2. FAKE IT
3. NIGHT FLIGHT
4. コンピューターシティ
5. Pick Me Up
6. レーザービーム
7. 未来のミュージアム
8. Twinkle Snow Powdery Snow
9. 1mm
10. 彼氏募集中
11. GAME
12. STORY
13. Party Maker
14. Dream Fighter
15. ワンルーム・ディスコ
16. チョコレイト・ディスコ
17. Puppy love

-ENCORE-

1. STAR TRAIN

## 資料來源
1. ↑  （页面存档备份，存于） （页面存档备份，存于） （页面存档备份，存于）  初回限定盤 【Blu-ray】 （页面存档备份，存于）（UNIVERSAL MUSIC JAPAN）
2. ↑  （页面存档备份，存于） （页面存档备份，存于） （页面存档备份，存于）  通常盤 【Blu-ray】 （页面存档备份，存于）（UNIVERSAL MUSIC JAPAN）
3. ↑  （页面存档备份，存于） （页面存档备份，存于） （页面存档备份，存于）  初回限定盤 【DVD】 （页面存档备份，存于）（UNIVERSAL MUSIC JAPAN）
4. ↑  （页面存档备份，存于） （页面存档备份，存于） （页面存档备份，存于）  通常盤 【DVD】 （页面存档备份，存于）（UNIVERSAL MUSIC JAPAN）